# Cheilolejeunea
Cheilolejeunea là một chi rêu trong họ Lejeuneaceae.